# Federación Francesa de Rugby
La Federación Francesa de Rugby (en francés: Fédération française de rugby à XV) es la asociación reguladora del rugby en ese país fundada en 1919. La FFR se encarga de la organización de los torneos domésticos en distintos niveles, de formar a los seleccionados de mayores, juveniles, femeninos y de rugby 7 en los campeonatos europeos y mundiales. Se encuentra afiliada a Rugby Europe y a World Rugby, entes reguladores de la disciplina a nivel europeo y mundial respectivamente.

## Hitos
- en 1919 se funda y se afilia a la International Rugby Football Board (IRFB) hoy World Rugby[3]
- en 1931 la federación es suspendida de la IRFB[4]
- en 1934 crea junto a otras 7 uniones la FIRA hoy Rugby Europe[5][6]
- en 1978 se reafilia a World Rugby
- en 2007 recibe en Francia y coorganiza la sexta edición de la Copa del Mundo de Rugby